# خوسيه مانويل ماروكين
خوسيه مانويل ماروكين (بالإسبانية: José Manuel Marroquín)‏ (و. 1827 – 1908 م) هو سياسي، ومحامي من كولومبيا . ولد في بوغوتا . تولى منصب رئيس كولومبيا .
وهو عضو في Colombian Conservative Party .
توفي في بوغوتا .